# Нсибандзе, Бен
Бенджамин Мшамндане Нсибандзе (англ. Benjamin Mshamndane Nsibandze; 17 июня 1931, Свазиленд — 13 января 2021) — свазилендский государственный деятель, исполняющий обязанности Премьер-министра Свазиленда (25 октября — 23 ноября 1979).
Родился в июне 1931 года. В юности работал за границей. Позже, занимал должность вице-премьер-министра. После смерти Мафеву Дламини 25 октября 1979 года был назначен временным премьер-министром страны. Через месяц его сменил Мабандла Дламини. Позже, занимал пост главы национального агентства по кризисному урегулированию. 
У Нсибандзе было пятеро детей. В 2014 году вышел на пенсию и умер в январе 2021 года в возрасте 89 лет.